# 点翠陶瓷店
点翠陶瓷店，位于中国广东省惠州市桥东水东西路42号，为惠州市的一个市、县级文物保护单位，类型为古建筑，公布时间为1996年。
点翠陶瓷店的历史年代为民国。